# Virginia Boucher
Virginia Boucher (nacida en 1929) es una ex-bibliotecaria y profesora emérita de la Universidad de Colorado Boulder. Fue pionera en el campo del préstamo interbibliotecario. El premio anual "Virginia Boucher/OCLC Distinguished ILL Librarian Award," entregado por la American Library Association (ALA) y OCLC a bibliotecarios por "destacados logros profesionales, liderazgo y contribuciones a préstamos interbibliotecarios y entrega de documentos a través de la publicación de literatura profesional significativa, participación en asociaciones profesionales, y/o enfoques innovadores para la práctica en bibliotecas individuales", se estableció en su honor en 2000.

## Vida personal
Virginia Boucher nació en 1929 y se crio en Míchigan. Había elegido una carrera como bibliotecaria a la edad de 12 años, con el estímulo de su madre y sus maestros. Se casó con su esposo Stanley Boucher a los 21 años. Recibió una Maestría en Biblioteconomía de la Universidad de Míchigan .
Boucher tuvo dos hijos, Julie J. Boucher (1963-1996) y Eric "Jello Biafra" Boucher. El esposo de Boucher, Stanley, murió en 2013.

## Vida profesional
El primer puesto de biblioteca profesional de Boucher fue en la Universidad de Colorado Boulder, donde regresaría en años posteriores. También trabajó en la biblioteca farmacéutica de Cutter Laboratories, donde conoció a Peg Uridge, la inventora del formulario de préstamo interbibliotecario de cuatro partes; la Comisión Interestatal Occidental para la Educación Superior; la Biblioteca Pública de Boulder, donde creó el centro de referencia del gobierno municipal; y la Biblioteca Estatal de Colorado.
Boucher comenzó como bibliotecario en el departamento de préstamo interbibliotecario de la biblioteca de la Universidad de Colorado Boulder en 1967. En ese tiempo, existían pocos procesos para facilitar los préstamos interbibliotecarios, y el acceso a los préstamos interbibliotecarios estaba restringido solo a investigadores académicos. En 1969, Boucher comenzó a dirigir talleres de capacitación para bibliotecarios de préstamo interbibliotecario y creó la Conferencia de Préstamo Interbibliotecario de Colorado (ahora conocida como Conferencia de Intercambio de Recursos de Colorado), que se lleva a cabo continuamente desde 1970. En 1984, ella publicó su libro InterLibrary Loan Practices Handbook, un texto fundacional en el campo de los préstamos interbibliotecarios.
Boucher también se desempeñó en once comités profesionales, incluido el Comité de Préstamo Interbibliotecario de OCLC y el Comité de Entrega de Documentos y Préstamo Interbibliotecario de la Federación Internacional de Asociaciones e Instituciones Bibliotecarias (IFLA). Se desempeñó como Presidenta de la División de Referencias y Servicios para Adultos de la American Library Association durante el período 1977-78